# Жандармерія
Жандарме́рія (фр. gendarmerie від gens d'armes — «люди зброї») — різновид військової поліції та орган політичного розшуку. До Французької революції 1789 року — різновид важкої кавалерії (спочатку — лейбгвардія).

## Історія
За часів Середньовіччя жандармами звалися важко озброєні лицарі, окрема гвардія французького короля. Під час Французької революції (1789—1799) організовано замість скасованої земської поліції — жандармерію в новітньому розумінні, систематично розбудувавши її вже за імперії (початок XIX ст.). За французьким взірцем створено жандармерію і в країнах, у межах яких опинилися українські землі: Австро-Угорщині та Російській імперії.

### Австро-угорські жандарми
В Австро-Угорщині створено одностайний корпус жандармерії для всієї держави 1849 року спочатку як складову частину армії. В 1876 році її вилучено зі складу армії. Тоді ж, відповідно до двоподілу монархії, постали дві жандармерії: одна для «австрійських коронних країв», а друга — для «країв угорської корони».
Перша — «цісарсько-королівська жандармерія» («kaiserlich-königliche Gendarmerie») була врегульована законом про жандармерію з 25 грудня 1894, який згодом став основою організації Державної жандармерії ЗОУНР (Західна Область Української Народної Республіки). Згідно з ним, жандармерія підлягала — у військовому і господарсько-адміністраційному та вишкільному відношеннях — своїм військовим зверхникам (старшинам жандармерії). У виконуванні служби безпеки — адміністраційним урядам, а в останній інстанції в усіх справах міністерству крайової оборони. Військовим зверхником жандармерії був інспектор жандармерії в ранзі генерала жандармерії, розміщена на території одного коронного краю, мала свою крайову команду жандармерії; на українських землях — у Львові (ч. 5) для Галичини і в Чернівцях (ч. 13) для Буковини. Їм підлягали команди відділів Ж. (на декілька повітів), повітові команди і жандармські станиці — найнижчі організаційні клітини Ж. (в містах і більших селах). Посередньою ланкою між: крайовими командами і командами відділів були т. зв. експоновані булавні старшини жандармерії; в східній Галичині було їх три: у Львові, Перемишлі і Станиславові. Жандарми підлягали військовому судівництву. Вони виконували службу на підставі «службової інструкції», користуючись правами військ. і цивільної варти. Хоч призначенням жандармерії було стояти на сторожі закону та берегти життя і майно громадян, все-таки австрійсько-польська влада в Галичині нерідко зловживала нею для переслідування українського населення. В жандармерії служили також українці, однак їх приділювано до служби здебільша між неукраїнським населенням, тоді як на українських землях жандармерія складалася переважно з чужинців, головним чином поляків. Кільканадцять старшин українців, що служили в австрійській жандармерії, майже всі мали службове призначення поза українськими землями.
Подібну організацію мала й угорська королівська жандармерія («magyar királyi csendőrség»). Вона відіграла відому роль перед і під час Першої світової війни в переслідуванні закарпатських українців.

### Жандармерія Російської імперії
У Російській Імперії діяв окремий корпус жандармерії, створений Миколою І 1827 року. Він підлягав міністерству внутрішніх справ із окремим командиром корпусу, штабом і жандармським управлінням. Всю імперію поділено на 8 жандармських округів під командою генералів; їм підлягали губернські, а останнім — міські й повітові управління та окремі команди. Лише останні виконували службу порядкової поліції, тоді як всі інші частини займалися викриванням і розслідом політичних протидержавних дій. Для цього жандармерія користувалася широкими повноваженнями: право кожночасних обшуків, арештів тощо. Основна різниця між жандармерією царської Росії і західних країн полягала в тому, що перша була суто політичною поліцією, тоді як діяльність других зводилася до чинностей порядково-виконавчої служби. Бувши упривілейованим знаряддям деспотичного режиму, російська жандармерія разом із ославленою «охранкою» (таємною поліцією) здавлювала нещадно всі протирежимні прояви і їх носіїв; була вона також засобом гноблення й русифікації поневолених неросійських народів, а особливо українців.
У відновленій після революції в Росії українській державі службу безпеки несла спершу міська та повітова міліція, за гетьманату державна варта, за Директорії знову міліція. Незалежно від цього, засновано 1919 для тієї ж служби «Кіш для охорони республіканського ладу»; 1920 організовано жандармерію. У зв'язку з цим видано «Тимчасову загальну інструкцію служби для жандармерії», затверджену військовим міністром УНР 24.09.1920.

### Жандармерія УНР і ЗУНР
В ЗУНР встановлено 6.11.1918 Радою державних секретарів Корпус Державної Жандармерії. Його організація основувалася на колишньому австрійському законі з 1894 року. В останній інстанції Ж. підлягала у всіх справах державному секретаріатові військових справ. Команду Державної Ж. створено у Львові, що пізніше мала осідок в Тернополі, врешті в Станіславі. В кожній з 3 військово-територіальних областей встановлено «експонованого старшину Ж.», якому підлягали команди відділів, повітів і станиць. Комендантами Державної Ж. були отаман Л. Індишевський, з лютого 1919 підполковник О. Красіцький; заступниками останнього були Індишевський, а згодом підполковник Я. Яськевич. «Експонованими старшинами» були сотники: І. Козак (Львів), С. Малинович (Станіслав) та М. Алиськевич (Тернопіль). Інспектором Держ. Ж. іменовано полковника О. Гаванського.
Реорганізацію Ж. проведено законом УНРади з 15.2.1919, який змінив частково кол. австр. закон про Ж., встановлюючи, що Ж. підлягає щодо служби публічної безпеки держ. повітовим комісарам, а в справах військових, господарсько-адміністраційних, вишколу і контролю служби своїм командантам; в останній інстанції у всіх справах — державному секретаріатові внутрішніх справ. Пост інспектора Ж. скасовано, а натомість створено при державному секретаріаті внутрішніх справ «б відділ Ж. і поліції», начальником якого став отаман Ю. Волощук. Скасовано також пости експонованих старшин, але в березні 1919 створено такий пост в Дрогобичі, очолений отаманом І. Дичкою. Для вишколу пробних жандармів Команда Держ. Ж. організувала «доповняючий відділ». В лютому 1919 на 23 встановлених відділів Держ. Ж. було обсаджених повністю 18, а решта частково. Держ. Ж. перед переходом за Збруч налічувала 6 булавних і 25 сотенних старшин, 1000 професійних жандармів, 400 пробних (австрійських і українських вишколів) та 3000 міліціонерів, що становили доповнення жандармських станиць з уваги на воєнний час. Після ліквідації державного секретаріату внутрішніх справ в червні 1919 Державну Ж. підпорядковано спочатку Начальній Команді УГА, потім Команді Запілля, вкінці Військовій Канцелярії Диктатора ЗОУНР. Після виїзду останнього з України Державна Ж. перейшла в розпорядження і владу Команди Етапу УГА. За Збручем в липні 1919 перейменовано Державну Ж. на «Народну Сторожу», щоб не дратувати населення Центральної і Східної України пригадкою про злопам'ятну російську жандармерію. Із професійних і пробних жандармів створено 8 відділів «Народної Сторожі», що несли службу безпеки й допоміжну військову службу в районі розташування УГА. Після катастрофи УГА частина Державної Ж. вступила до Дійової Армії УНР, інші опинилися в полоні або в таборах інтернованих в Чехо-Словаччині.
Рішенням державного секретаріату військових справ 24.3.1919 створено при Залізнодорожній військовій управі Залізнодорожну Жандармерію; вона виконувала службу безпеки на залізницях.
В УНР створення подібних формувань затверджено постановою Директорії від 14 березня 1920 року. Згідно неї було створено Корпус військових жандармів на чолі з військовим міністром. Підрозділи діяли як на фронті так і у запіллі. У першому випадку підпорядковувалися командуванню фронту, у другому губернським і повітовим комісарам. Сотні польової жандармерії діяли при кожній дивізії, зокрема у складі СС діяло 120 жандармів Польової варти.

### Жандарми після 1920 року
Після поразки Української революції на землях колишньої УНР існували поліційні формації різних держав. 
В УРСР діяла ВЧК, перетворена на Державне політичне управління (згодом НКВС і МВС СРСР), як політична поліція та міліція.
На українських землях під Польщею роль жандармерії виконувала державна поліція (Policja państwowa), організована на зразок жандармерії. Дана залишилася в Польщі лише за військовою жандармерією.
На Закарпатті під чехо-словацькою владою діяла жандармерія (Československé četnictvo), організована на зразок колишньої австрійської.
Угорська жандармерія 1939–1944 під час окупації Закарпаття прославилася побиттям населення і репресіями проти інтелігенції.
Під Румунією подібні дії чинила сільська жандармерія (Jandarmeria rurală), що, крім охорони громадської безпеки, виконувала функції кримінальної поліції. У військовому відношенні вона підпорядквувалась Міністерству національної оборони, а в кримінальних справах — юстиції. Румунська жандармерія була поділена на легіони, секції, а на місцях — на станиці.

## За країною
- Франція: Національна жандармерія Франції
- Італія: Карабінери Італії
- Іспанія: Цивільна гвардія (Іспанія)
- Україна: Національна гвардія України
- Португалія: Національна республіканська гвардія (Португалія)
- Мексика: Національна гвардія (Мексика)
- Туреччина: Головне командування жандармерії (Туреччина)
- СРСР: Внутрішні війська МВС СРСР